# Benet Roca i Farreras
Benet Roca i Farreras   (Talarn, 13 d'octubre de 1902 - Barcelona, 12 de setembre de 1978), també conegut com a Benito Roca, fou un futbolista català de la dècada de 1920.

## Trajectòria
Jugava de defensa o mig ala defensiu. Fou conegut amb el sobrenom del Positiu, per la seva capacitat de jugar en diferents posicions, sempre positivament. Va formar part del l'Avenç de l'Sport entre els anys 1918 i 1924, aconseguint dos campionats de Catalunya de segona categoria els anys 1920 i 1921.
Juntament amb els també catalans Miquel Garrobé i Francisco Reyes, esdevingué un dels primers jugadors professionals del València CF l'any 1924. Foren uns anys en els quals el València fitxà gran quantitat de jugadors catalans com Jesús Pedret, Casto Moliné, Raimon Miquel, Joan Costa o Domènec Torredeflot. En total jugà durant quatre temporades al club valencià a bon nivell, guanyant tres campionats regionals. L'any 1928 va rebre la baixa i retornà a Catalunya per jugar a la UE Sant Andreu. També jugà l'any 1923 amb la selecció de Catalunya campiona de la Copa Príncep d'Astúries.